# Mostacillastrum gracile
Mostacillastrum gracile är en korsblommig växtart som först beskrevs av Hugh Algernon Weddell, och fick sitt nu gällande namn av Al-shehbaz. Mostacillastrum gracile ingår i släktet Mostacillastrum och familjen korsblommiga växter. Inga underarter finns listade i Catalogue of Life.